# Beslan Adzjindzjal
Beslan Aleksejevitsj Adzjindzjal (Abchazisch: Беслан Аџьынџьал, Russisch: Беслан Алексеевич Аджинджал) (Gagra, 22 juni 1974) is een Abchazische voormalig voetballer die hoofdzakelijk als middenvelder speelde. Hij is de tweelingbroer van Roeslan Adzjindzjal.